# Faits divers (émission de radio)
Pour les articles homonymes, voir Faits divers (homonymie).

Faits divers est une émission radiophonique de la RTBF, qui donnera lieu à une émission télévisée, et qui s'intéresse aux faits divers.

## Histoire
En 1984, commence la grande aventure[pourquoi ?] de Faits divers en radio, avec José Dessart, Luc Van Turnout, technicien détaché (technicien qui participe à l’aventure radiophonique, du projet au passage sur l’antenne, suivant ainsi l’ensemble du projet en étant impliqué). Faits divers était une émission centrée sur le fait divers, avec deux séquences, une revue « en bref et en vrac » des faits divers de la semaine, lus par Thierry Devillers, et une séquence de 15 à 25 minutes consacrée à un événement raconté par ceux qui l’ont vécu. Préparée en studio, l’émission était commentée en direct par un invité. L’émission s’étend de septembre 1984 à septembre 1994, le samedi entre 10 h et 11 h.
L’émission donnera lieu à une version TV, voyant de départ de José Dessart, remplacé par Dominique Mathieux[Lequel ?][réf. nécessaire]. Faits divers a reçu une Antenne de Cristal, prix de la presse. Le prix Gilson, récompensa une émission sur les otages de Tilff, qui donnera lieu au film La Raison du plus faible par Lucas Belvaux, avec les conversations entre la police et les preneurs d’otage. Les émissions sur les tueries du Brabant ont mis en valeur la situation des victimes, en collaboration avec René Haquin, journaliste au journal Le Soir. Dans les années 1990, nombre d’émissions se sont intéressées aux Forges de Clabecq, à Boch et Boël, etc.